# Super Bowl XII
Der Super Bowl XII war der zwölfte Super Bowl der National Football League (NFL). Am 15. Januar 1978 standen sich die Denver Broncos und die Dallas Cowboys im Louisiana Superdome in New Orleans, Louisiana, gegenüber. Sieger waren die Dallas Cowboys bei einem Endstand von 27:10. Dallas’ Defensive Linemen Randy White und Harvey Martin wurden beide zum Super Bowl MVP gewählt. Es war das erste und einzige Mal, dass es zwei Super Bowl MVPs gab, außerdem waren sie die ersten Spieler der Defensive Line, die gewählt wurden.

## Spielverlauf
Die ersten Punkte in Super Bowl XII konnte Tony Dorsett für die vorher schwach favorisierten Cowboys mit einem 3-Yard-Touchdownlauf erzielen. Im selben Viertel folgte noch ein Field Goal für sie. Ein weiteres folgte im zweiten Viertel, somit stand es zum Ende der ersten Halbzeit 13:0 für die Dallas Cowboys. In der zweiten Spielhälfte folgten ein Field Goal und ein Touchdown auf Seiten der Broncos und zwei weitere Touchdowns für die Cowboys, womit das Spiel mit einem Spielstand von 27:10 endete.

## Schiedsrichter
Hauptschiedsrichter des Spiels war Jim Tunney. Er wurde unterstützt vom Umpire Joe Connell, Head Linesman Tony Veteri, Line Judge Art Holst, Field Judge Bob Wortman und Back Judge Ray Douglas.